# Martin Fribrock
Martin Fribrock, född 28 augusti 1984, är en svensk före detta fotbollsspelare. Han spelade vanligtvis till vänster eller centralt på mittfältet.
Fribrocks moderklubb är Askeröds IF, från vilken han gick till Helsingborgs IF 2000. Han gjorde 46 allsvenska matcher för klubben men hade svårt att ta en ordinarie plats och gick därför 2004 vidare till Halmstads BK. Sin första säsong, 2005, missade han till följd av en korsbandsskada, men tillbaka 2006 fick han mycket speltid. Det verkliga genombrottet i Allsvenskan kom våren 2008 då han på de första elva matcherna gjorde två mål och sex målgivande passningar från sin yttermittfältsposition. Under sommaren värvades han till danska Esbjerg fB. 
I januari 2013 skrev han på för den sedermera nedlagda svenska klubben FC Andrea Doria.